# Tunkai járás

A Tunkai járás Burjátföldön

A Tunkai járás (oroszul Тункинский район, burját nyelven Түнхэн аймаг) Oroszország egyik járása a Burját Köztársaságban. Székhelye Kiren.

## Népesség
- 2002-ben 24 173 lakosa volt, melynek 61,4%-a burját, 37%-a orosz.
- 2010-ben 22 672 lakosa volt, melyből 14 551 burját, 7 598 orosz, 85 szojot, 56 tatár, 38 ukrán stb.